# Никсон (Невада)
Никсон (енгл. Nixon) насељено је место без административног статуса у америчкој савезној држави Невада.

## Демографија
По попису из 2010. године број становника је 374, што је 44 (-10,5%) становника мање него 2000. године.
| Група             | 2000.     | 2010.     |
| Белци             | 7 (1,7%)  | 11 (2,9%) |
| Афроамериканци    | 0 (0,0%)  | 2 (0,5%)  |
| Азијати           | 1 (0,2%)  | 0 (0,0%)  |
| Хиспаноамериканци | 20 (4,8%) | 15 (4,0%) |
| Укупно            | 418       | 374       |